# Paganino Gaudenzi
Pour les articles homonymes, voir Gaudenzi.
Cet article comprend des extraits de la Biographie universelle ancienne et moderne de Louis-Gabriel Michaud. Il est possible de supprimer cette indication, si le texte reflète le savoir actuel sur ce thème, si les sources sont citées, s'il satisfait aux exigences linguistiques actuelles et s'il ne contient pas de propos qui vont à l'encontre des règles de neutralité de Wikipédia.
Paganino Gaudenzi (3 juin 1595 - 3 janvier 1648) est un érudit, historien et antiquaire italien.

## Biographie
Paganino Gaudenzi naquit le 3 juin 1595 à Poschiavo, petite ville du Canton des Grisons ; mais ayant vécu presque toujours en Italie et occupé pendant vingt et un ans une chaire dans l’Université de Pise, il est regardé comme Italien. Il eut le bonheur de trouver dans sa patrie un maître fort habile qui lui fit faire de bonnes études, et, ce qui valait encore mieux, lui inspira pour toute sa vie l’amour des lettres et du travail. Il parcourut ensuite les principales universités de l’Allemagne ; et le fruit qu’il retira des leçons de leurs plus savants professeurs lui donna dès lors l’idée de chercher à obtenir une chaire dans quelque école célèbre. L’application qu’il avait donnée à la théologie, la connaissance qu’il avait acquise non-seulement du grec, mais de l’hébreu et du chaldéen, lui firent découvrir beaucoup d’erreurs dans le calvinisme, qu’il avait professé jusqu’alors ; il se fit catholique, et craignant d’être persécuté dans son pays, ayant même, assure-t-on, commencé à l’être, il passa en Italie, séjourna quelque temps en Lombardie et se rendit enfin à Rome, où il espérait que son savoir et son changement de religion lui feraient trouver facilement à se placer. En effet, quoique Paul V, qui occupait alors la chaire de St-Pierre, ne protégeât point les gens de lettres et qu’il les regardât même comme dangereux, Gaudenzi se fit bientôt des protecteurs dans le Sacré Collège et parmi les savants. Il obtint enfin la place de professeur de langue grecque dans le Collège de la Sapience. Cette étude était alors extrêmement négligée à Rome ; il fit tous ses efforts pour en ramener le goût, en adressant des exhortations éloquentes et remplies de chaleur à ceux qui venaient l’entendre. Par un contraste singulier, plus son imagination s’enflammait et plus ses discours prenaient de véhémence, plus l’action, cette partie si importante de l’art oratoire, lui manquait, plus son corps était immobile et sa voix monotone, sans inflexion et sans accent ; mais on était entraîné par l’énergie de ses expressions, quoique en général peu élégantes, et par la force de ses raisonnements. L’élection du pape Urbain VIII, Barberini, lui fit espérer de nouvelles chances de fortune, et il se promit de ne rien négliger pour obtenir la faveur de ce pontife ami des lettres. Regardant toujours la théologie comme la première des sciences à Rome, il commença par publier en 1625 et 1626 un savant ouvrage en deux parties, sur les dogmes et les rites de l’ancienne Église ; il y réfutait avec sa chaleur accoutumée les erreurs des calvinistes qu’il avait partagées autrefois. Il les combattit plus directement encore dans un volume qu’il publia l’année suivante contre la Panstratia de Chamier, l’un de leurs principaux docteurs. Cette double preuve de son zèle, n’ayant produit aucun des effets qu’il avait espérés, il résolut de quitter Rome. En 1628 il obtint, par l’entremise du sénateur Florentin Nicolini que le grand-duc avait député auprès du pape, la place professeur de belles-lettres à l’Université de Pise, que Lodovico Scapinelli laissait vacante et qu’il avait remplie, quoique né aveugle, avec le plus brillant succès. Cette université était alors la plus florissante de toute l’Italie, et réunissait les plus célèbres professeurs. Gaudenzi fit de nouveaux efforts pour se montrer digne de paraître au milieu d’eux. Il se proposa surtout de prouver combien la connaissance de l’histoire, de la politique et de la philosophie est utile et même nécessaire à l’éloquence. Tacite, pour l’histoire et la politique, était le principal objet de ses explications, et Platon pour la philosophie : en vertu de son amour pour Platon, il avait déclaré la guerre et presque voué une haine personnelle à Aristote et à ses sectateurs. Il expliquait aussi la philosophie de Démocrite, d’Épicure et de Lucrèce, dans laquelle il était très-savant. Il publia successivement et presque sans interruption un grand nombre d’opuscules sur ces matières et sur plusieurs autres sujets. Il avait pour cela une commodité que pourraient lui envier tous les écrivains qui mettent leur gloire à multiplier leurs productions et à occuper d’eux sans cesse le public : le grand-duc lui avait, dit-on, accordé la permission d’avoir chez lui une imprimerie, et Gaudenzi se serait apparemment reproché de la laisser sans travail un seul jour. Ferdinand II avait pour lui une bienveillance particulière. Il l’invitait souvent à sa table avec d’autres savants, et se plaisait à e l'entendre traiter tous les sujets qui lui étaient proposés. Le grand-duc aimait surtout à lui faire dire son opinion sur le mérite des savants et des gens de lettres qui étaient alors en réputation : Gaudenzi les jugeait sans malveillance et sans envie, mais avec une entière franchise. Toutes les autres nations, disait-il, ont subi l’esclavage : la liberté appartient en propre aux peuples de la Rhétie, mes compatriotes, et je la conserverai jusqu’à ma mort. Il était d’ailleurs plein de probité, de vertus et d’un attachement à toute épreuve pour la famille des Médicis ; mais il prenait trop peu de soin de cacher la haute opinion qu’il avait de ses talents et de son savoir, et les fréquentes saillies de son amour-propre, jointes à la faveur même dont il jouissait auprès du maître, lui firent beaucoup d’ennemis. Il se vantait même d’être bon poète dans les deux langues, quoiqu’il ne fit que des vers latins médiocres et de très-mauvais vers italiens : ce qui doit surprendre, c’est qu’il y eut à Florence quelqu’un qui le crut sur sa parole et qui renouvela pour lui les honneurs de la couronne poétique. Elle lui fut décernée par Scipion Capponi à la fin d’un grand repas : cela put amuser les convives ; mais celui qui offrit la couronne et celui qui la reçut prirent également la chose au sérieux. Ces faiblesses et ces ridicules ne doivent rien ôter à Gaudenzi de l’estime due à son amour pour les sciences, pour l’étude, pour l’instruction de la jeunesse, à l’étendue de ses connaissances et à ce désir même de l’approbation publique qu’il conserva jusqu’à la fin de sa vie. Il mourut le 3 janvier 1648, la vingt et unième année de son professorat à Pise, âgé de 53 ans, et fut enterré au Campo Santo. On inséra dans son épitaphe ces deux vers qu’il avait faits peu de temps avant sa mort : 

« Rhetia me genuit, docuit Germania, Roma
Detinuit, nunc audit Etruria culta docentem. »

 Gaudenzi entretint une correspondance avec d'importantes personnalités de la culture de son temps, dont Alessandro Tassoni, Gabriello Chiabrera, Giovanni Battista Doni et le cardinal Pietro Sforza Pallavicino.

## Œuvres
Nicéron, Mém. des hom. ill., t. 31, et Fabroni, Vitæ Italorum doctrina excellentium, t. 14, ont donné un long catalogue de ses ouvrages ; il occupe dans ce dernier 12 pages in-8° en petit caractère. Nous ne citerons ici que les articles principaux :
- Declamationes VIII extra ordinem habitæ, an, 1629, Florence, 1630, in-4° : ce sont des discours sur différents sujets de rhétorique, de politique et d’histoire.
- Expositionum juridicarum libri duo, quibus etiam Tacito, Suetonio aliisque lux conciliatur, cum additamento critico, Florence, 1631, in-8°.
- Orationes XIV, Pise, 1634.
- Accademia disunita, ibid., 1635, in-4° ; ce sont des dissertations italiennes lues à Pise dans l’Académie des Désunis, dont l’auteur était membre, et qui roulent sur la philosophie, la morale, les antiquités, la poésie et l’histoire.
- Chartæ palantes, in quibus oratoria et poetica sic exercentur, etc., quinze morceaux différents, éloges, harangues, dissertations, etc. en langue latine, Florence, 1638, in-4°.
- Obstetrix litteraria, sive de componendis et evulgandis libris dissertationes undecim et epigrammata, Florence, 1638, in-4° : troisième recueil de morceaux détachés dont les sujets se rapportent tous à son titre.
- Academicum instar, in quo ex multigena disciplina non pauca strictim enarrantur, etc., Florence, 1639, in-4° : quatrième recueil de dissertations, de discours et de petits traités historiques et philosophiques au nombre de vingt-sept.
- De evulgatis romani imperii arcanis, iis præcipue quæ ad electionem et successionem imperatorum faciunt : dissertation suivie de huit ou dix autres sur différents sujets de critique et d’histoire, Florence, 1640, in-4°.
- De Pythagorea animarum transmigratione opusculum ; accedunt exercitationes de Aristoteleo veterum contemptu, etc. Pise, 1641, in-4°.
- De philosophiæ apud Romanos initio et progressu, etc., Pise, 1643, in-4°. Ce livre est devenu très-rare ; il est regardé comme le meilleur ouvrage de son auteur.
- De candore politico in Tacitum diatribæ XIX, Pise, 1646, in-4°.